# Instrument financer
Instrument financer és un concepte comptable definit per la Norma Internacional de Comptabilitat 32 de la següent manera:
| « | NIC 32: Un instrument financer és tot contracte que dona lloc a un actiu financer en una entitat i, simultàniament, en una altra entitat, dona lloc o bé a un passiu financer o bé a un instrument de patrimoni. | » |